# Édouard Crut

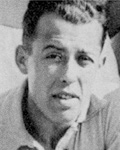
Édouard Crut, vor 1937

Édouard Crut (* 16. April 1901 in Neuilly-sur-Seine; † 24. Oktober 1974 in Marseille) war ein französischer Fußballspieler.

## Vereinskarriere
Der 177 Zentimeter große Stürmer Crut verbrachte einen Teil seiner Jugend im schweizerischen Genf und begann dort beim Étoile Carouge FC mit dem Fußballspielen. 1921 kehrte er nach Frankreich zurück und spielte für einen Verein aus Saint-Mandé nahe der Hauptstadt Paris, ehe er 1922 zum Gallia Club aus dem südfranzösischen Lunel wechselte. 1923 gelang ihm zeitgleich mit dem späteren Nationalmannschaftskollegen Jean Boyer, der einer seiner Sturmpartner wurde, die Aufnahme in den Kader des namhaften Vereins Olympique Marseille. In einer Zeit, in der in Frankreich niemand offiziell Geld für das Fußballspielen bekommen durfte, verschaffte OM „Doudou“ Crut – wie auch Boyer – eine Anstellung als Repräsentant des Trockenfrüchte-Handelsunternehmens Le Cesne.
Auch wenn es zu dieser Zeit noch keine landesweite Liga gab, erhielt er wenig später durch den Einzug ins nationale Pokalfinale 1924 die Chance auf einen nationalen Titelgewinn. Durch einen 3:2-Sieg gegen den FC Cette, zu dem er zwei Treffer, darunter auch den zum 3:2, beisteuerte, konnte er diese Chance nutzen. In den nachfolgenden Jahren behielt die Mannschaft ihre Bedeutung bei und qualifizierte sich für das Pokalendspiel 1926, bei dem Crut dank eines 4:1-Erfolgs gegen die AS Valentigney zum zweiten Mal die Trophäe gewann. Das Pokalfinale 1927 bedeutete durch einen 3:0-Sieg gegen die US Quevilly die Verteidigung des Titels, wenngleich der Stürmer bei den letzten beiden Endspielen anders als im ersten nicht selbst als Torschütze erfolgreich war. Spielerisch machte er vor allem durch eine gute Spielübersicht und als starker Freistoßschütze auf sich aufmerksam. 
1927 verließ er Marseille und fand im OGC Nizza einen Arbeitgeber, der ebenfalls nationale Bedeutung besaß und mit dem er zweimal das Pokalhalbfinale erreichte, ohne jedoch einen Titel zu gewinnen. Parallel zur Rolle als Spieler hatte er in der Mannschaft auch die Rolle des Trainers inne. Als 1932 mit der Division 1 eine landesweite oberste Spielklasse in Form einer Profiliga geschaffen wurde, wechselte er zum ebenso wie Nizza für diese qualifizierten Lokalrivalen AS Cannes. Am 11. September 1932 gelang ihm bei der Eröffnungspartie sein Profidebüt und er erzielte beim 5:5 gegen den SC Fives das erste Tor für seinen Verein in dessen Erstligageschichte. Bei Cannes war er Stammspieler und schaffte 1933 den Einzug ins Finale um die Meisterschaft in der einzig im Eröffnungsjahr in zwei Gruppen ausgetragenen Liga. Ebenjenes ging allerdings mit 3:4 gegen Olympique Lille verloren und Crut kehrte im selben Jahr nach Nizza zurück, spielte in der dortigen Mannschaft aber nur noch eine Nebenrolle. 1935 war es mit Olympique Marseille ein weiterer Ex-Klub, der ihn aufnahm. In der ersten Elf spielte er jedoch faktisch keine Rolle und bestritt am 1. Januar 1936 bei einem 2:1-Sieg gegen den SC Fives sein einziges Erstligaspiel für Marseille, das zugleich sein letzter Einsatz in der Spielklasse war; der damals 34-Jährige beendete anschließend nach 22 Erstligapartien mit sieben Toren und vorausgehenden Karrierejahren, in denen er dreimal Pokalsieger wurde, seine aktive Laufbahn.

## Nationalmannschaft
Crut wurde im Vorfeld der Olympischen Spiele 1924 in den Kader der französischen Nationalelf berufen, um mit dieser das Turnier zu bestreiten. Die Begegnungen auf olympischem Rasen wurden zur damaligen Zeit noch als offizielle Länderspiele anerkannt, sodass der Spieler beim 7:0-Sieg gegen Lettland am 27. Mai 1924 sein Debüt im Nationaltrikot erreichte und zugleich auf drei Torerfolge kam. Am 1. Juni brachte eine 1:5-Niederlage gegen Uruguay das Ende der Titelträume mit sich. Anschließend wurde er bei einigen Freundschaftsspielen erneut berücksichtigt und bestritt am 16. März 1927 bei einem 0:4 gegen Portugal die letzte von acht Partien, in deren Verlauf er insgesamt sechs Tore erzielen konnte.
Aus rein sportlicher Sicht hätte der Stürmer weitere Länderspiele bestreiten können, doch wurde dies mutmaßlich durch einen Vorfall im Jahr 1927 verhindert. Im Vorfeld des nationalen Pokalendspiels wurden die Mannschaften bei einem Empfang durch den Staatspräsidenten Gaston Doumergue vorgestellt, wobei Crut zu Doumergue sagte, er solle sich die Krawatte richten (französisch Arrangez-vous la cravate). Dies geschah aufgrund einer Wette mit dem Teamkameraden Jules Dewaquez und gilt als wahrscheinliche Ursache für die Nichtberücksichtigung für weitere Einsätze in der Nationalmannschaft.

## Späteres Leben
Bereits während seiner Spielerlaufbahn galt Crut als charakterlich schwierig und hatte häufig Probleme mit seinen Vorgesetzten. Nach der aktiven Zeit eröffnete er eine Kneipe in Marseille und war als LKW-Fahrer tätig, doch er fand keine dauerhafte berufliche Stabilität. Letztlich geriet er in finanzielle Probleme, weswegen er zum Zeitpunkt seines Todes im Jahr 1974 verarmt war. Zudem hatte er derart an öffentlicher Bedeutung verloren, dass kaum ein früherer Weggefährte aus dem Fußball bei seiner Beerdigung anwesend war.